# Aphthona
Genre
Aphthona est un genre d'insectes coléoptères qui comprend de nombreuses espèces de petite taille. Ce sont des coléoptères sauteurs dont certains, comme l'altise commune, sont des ravageurs des cultures de brassicacées (crucifères).